# 14149 Яковіц
14149 Яковіц (14149 Yakowitz) — астероїд головного поясу, відкритий 17 вересня 1998 року.
Тіссеранів параметр щодо Юпітера — 3,557.